# Rakuten DX
Aquafadas est une entreprise éditrice de logiciels, spécialisée dans la création de solutions mobiles, l'automatisation et l'enrichissement de contenus pour les entreprises, les éditeurs de magazines, la presse, les auteurs de livres et autres. La technologie de Aquafadas permet la création et la distribution de contenus interactifs sur des applications iOS, Android, Windows, ainsi qu'au format ePUB et HTML5. Elle permet d'ingérer les documents existants au format PDF ou autres, elle permet également de mesurer les résultats et de faire des mises à jour en temps réel.
Aquafadas est basée à Montpellier dans le sud de la France. Elle a été rachetée par le groupe Rakuten mais a conservé son nom d’origine Aquafadas jusqu’au 1er juillet 2017, date de son intégration directe au sein du groupe japonais, puis Rakuten Aquafadas jusqu'au 23 novembre 2020, date du changement complet de nom et enfin Rakuten DX.

## Activité
Rakuten DX devient alors un centre d'excellence R&D de créations d'applications mobiles low-code et no-code et est dorénavant dédiée uniquement aux projets internes du Groupe Rakuten.
Cette société propose également des solutions pour l’édition de magazines, de journaux et de livres numériques.

## Historique

### 2004: les prémices
En 2004, Matthieu Kopp développe le logiciel iDive, destiné à créer et organiser des catalogues numériques de vidéos. Il est à l'époque déjà accompagné de Claudia Zimmer,,.

### 2006 - 2008: fondation et lancements de nouveaux logiciels
La société Aquafadas est officiellement fondée en 2006 par Claudia Zimmer et Matthieu Kopp. Claudia Zimmer (alors présidente de la société) a d'abord travaillé en tant qu'architecte DPLG en France et à Londres et Matthieu Kopp (alors directeur recherche et développement) est ingénieur diplômé de l'École centrale Paris et docteur en astro-physique, avec 11 ans d’expérience dans le développement logiciel, dont 5 dans la start-up londonienne Application Networks. Quand Aquafadas voit le jour, elle s’installe à Cap Omega, pépinière d’entreprises qui a reçu en 2007 le prix du meilleur incubateur mondial de start-up, décerné par la NBIA (National Business Incubation Association). Toujours en 2006, Aquafadas développe et lance PulpMotion (de), logiciel de montage et d'animation de photos et vidéos.
En 2007, Aquafadas publie le BannerZest, un logiciel pour la création de bannières Flash. La même année, la solution Ave!Comics commence à se faire connaître dans le monde de la bande dessinée.
L'année suivante, Aquafadas lance le logiciel VideoPier, outil de conversion de videos à partir du format Mpeg-2 utilisé par certains caméscopes.

### 2008 - 2011: orientation plus marquée vers l'édition numérique
En décembre 2008, Aquafadas met en vente le dernier album de Lucky Luke, sur iPhone grâce à la solution Ave!Comics,. La volonté de dédier une part plus importante de ses activités à l'édition numérique est matérialisée par la création de la filiale Ave!Comics qui suivra quelques mois plus tard, en mai 2009.
La même année, Aquafadas lance SnapFlow, logiciel dans la lignée de PulpMotion.
En 2010, Aquafadas rend BannerZest disponible pour Windows et sort aussi l’application Facebook BannerZest Fun Pics. C'est aussi une période où diverses applications pour RMC Sport, La Tribune ou encore Reader's Digest sont développées.
En 2011, Aquafadas s'associe à Quark, ce qui rend effectif l'intégration de la technologie d’Aquafadas pour la publication numérique sur Quark 9 et Quark QPS. La même année inaugure le lancement du plugin pour Adobe InDesign pour la publication numérique. Toujours en 2011, la Réunion des Musées Nationaux – Grand Palais, Reader's Digest, le groupe La Tribune, les éditions Bayard, les éditions Carlsen notamment utilisent la technologie d’Aquafadas dans la publication numérique.

### 2012 - 2018: rachats d'Aquafadas et intégration au groupe Rakuten
En 2012, Aquafadas est rachetée par Kobo.
En 2015, Aquafadas devient une filiale de Rakuten.
Elle devient une filiale majeure au sein du groupe japonais Rakuten Group en 2017 : Yasufumi Hirai est alors nommé président d’Aquafadas, et Koichiro Takahara, directeur général. Le 1er juillet 2017, Aquafadas devient Rakuten Aquafadas dans le cadre de son changement de marque et de son intégration au sein du groupe Rakuten.
A près avoir quitté Aquafadas Rakuten, Matthieu Kopp et Claudia Zimmer sont rejoints par Thomas Ribreau et créent la société CYME.
Le 15 janvier 2018, le groupe Rakuten annonce les nominations d'Olivier Alluis au poste de directeur général et de Florian Lemoine à celui de directeur technique.
Le 23 novembre 2020, Rakuten Aquafadas devient Rakuten DX.
Le 30 Juin 2021, Rakuten DX devient un centre d'excellence R&D de créations d'applications mobiles low-code et no-code et est dorénavant dédiée uniquement aux projets internes du Groupe Rakuten

## Communication

### Identité visuelle

Logo de 2006 à 2016.
Logo de janvier 2017 à juillet 2017.
Logo de juillet 2017 à juillet 2018.
Logo de juillet 2018 à novembre 2020.
Logo depuis novembre 2020.

## Entreprise internationale

### Réseau de partenaires
Aquafadas est présente partout dans le monde grâce à son réseau de 25 partenaires.
- Amérique Latine : Panama ; Mexique ; Brésil ; San Salvador ; Argentine ; Costa Rica.
- Amérique du Nord : Canada ; US.
- EMEA : Emirats ; Koweit ; Turquie ; France ; Espagne ; Italie ; Pologne.
- ASIE : Japon (3 partenaires), Chine (3 partenaires), Thaïlande.

## Solutions et outils
Rakuten Aquafadas se concentre sur les solutions mobiles pour entreprises :
- Permettant d’informer les investisseurs[24] avec les données et documents récents de l’entreprise, réunis en une seule application.
- Pour aider à la vente[25], avec une application accessible aux commerciaux, même sur le terrain.
- Pour communiquer en interne ou externe avec un contenu interactif, vidéos, photos, son.
- Pour la formation e-learning, avec un contenu pédagogique engageant.
- Pour publier des magazines[26], quotidiens et livres numériques[27], avec une lecture guidée et interactive.

### Système de publication numérique d'Aquafadas
Aquafadas propose des outils permettant de :
- Créer des documents numériques interactifs sans coder et automatiquement,
- Construire des applications pour smartphones, tablettes, Windows & Mac,
- Contrôler la distribution de documents numériques et mesurer le trafic.

#### Outils de création de documents numériques
- Aquafadas plugin pour Adobe InDesign. Permet de mettre en page des documents interactifs avec plusieurs enrichissements.
- Cloud Authoring[28]. Conversion automatique de PDF en ligne.

#### Outil de création automatique
- Creative Flow. Création automatique de documents dédiés aux supports mobiles à partir de XML.

- Conversion Flow. Conversion automatique de larges volumes de PDF.

#### Outils de création d'applications
- App Next Gen[29]. Créer une application en ligne.
- Cloud Connect, permet de gérer les applications, et les diffuser sur toutes les plateformes.
- AppFactory[30] (iOS & Android). Créer une application sans coder avec des modèles prêt-à-l’emploi, et personnalisables.
- SDK [31](Software Development Kit). Dédié aux développeurs pour connecter une application existante avec le Système de Publication Numérique d’Aquafadas.

#### Outils de test
Aquafadas Viewer (iOS & Android). Une visionneuse pour voir des documents interactifs créés depuis InDesign ou Cloud Authoring

### Autres logiciels
- iDive (Mac). Outil pour cataloguer des fichiers vidéo.
- PulpMotion[5] (Mac). PulpMotion permet de transformer des photos en animations.

PulpFx est un plug-in pour Fx Factory de Noise Industries inspiré de PulpMotion.
- BannerZest[33] (Mac et PC). Outil de création de bannières et d'animations Flash. Permet d’ajouter du mouvement à une page web statique.